# Dorfkirche Klein Bünzow

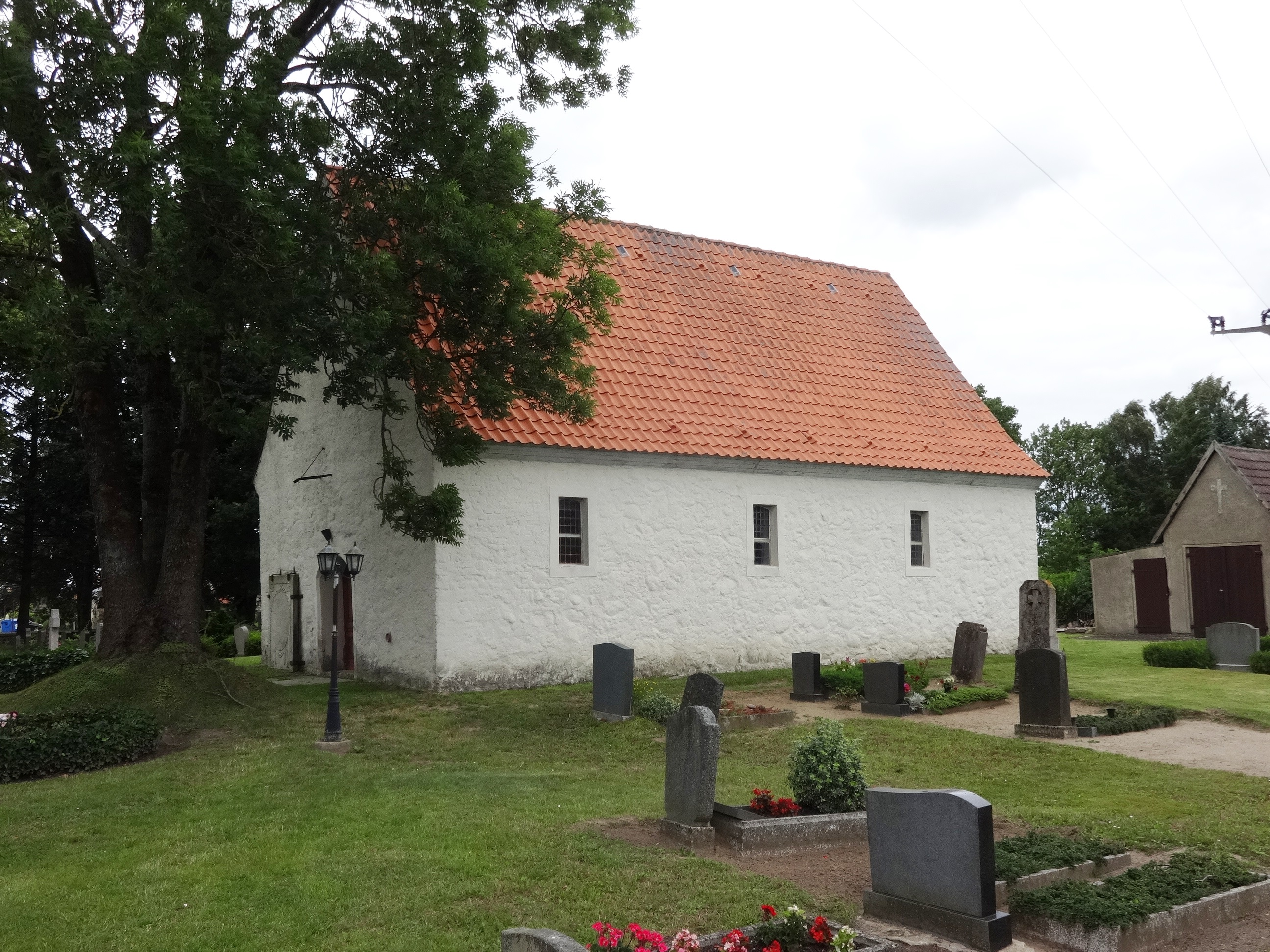
Dorfkirche Klein Bünzow

Die evangelische Dorfkirche Klein Bünzow ist ein Sakralbau aus dem 13. Jahrhundert in der gleichnamigen Gemeinde Klein Bünzow im Landkreis Vorpommern-Greifswald in Mecklenburg-Vorpommern.

## Geschichte
Über die Geschichte des Bauwerks ist nur wenig überliefert. Selbst die Angaben zur Bauzeit sind widersprüchlich. So ist im Dehio-Handbuch das 15. Jahrhundert angegeben, während die Kirchengemeinde selbst das 13. Jahrhundert als Bauzeitraum angibt. Bekannt ist bislang nur eine Sanierung im Jahr 1993.

## Architektur

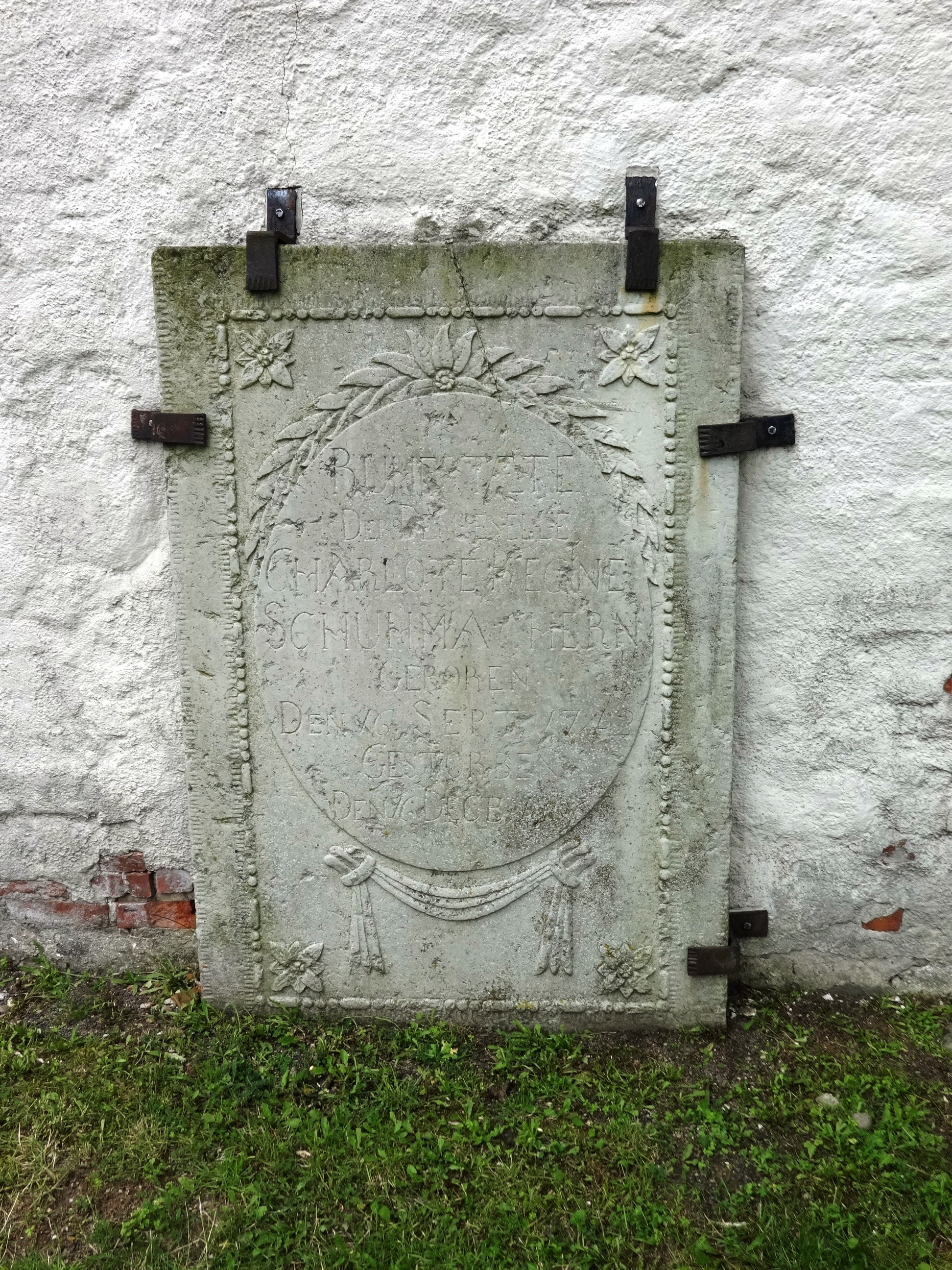
Epitaph von Schumacher

Die Saalkirche wurde aus Feldsteinen errichtet und mit einem hellen Putz versehen. Über die Güte der Bearbeitung und die Schichtung der Feldsteine kann daher ohne genauere Untersuchung keine Aussage gemacht werden. Auch sind so keine Angaben möglich, ob über eventuell vorhandene Baunähte Rückschlüsse auf An- oder Umbauten gezogen werden können. Lediglich die Segmentbogenfenster lassen darauf schließen, dass sie aus neuerer Zeit stammen.
Das schlichte Westportal wird von einer rötlich gestrichenen, doppelflügeligen Tür verschlossen. Es ist mit einem gefasten Gewände verziert, über dem sich eine Halterung für eine Fackel befindet. Im darüber befindlichen, ebenfalls hell verputzten Giebel sind drei Anker zu erkennen. An der Nord- und Südseite sind je drei symmetrisch angeordnete, rechteckige Fenster eingelassen, die je mit einer Fasche hervorgehoben wurden. Die Ostseite ist einschließlich Giebel ebenfalls weiß verputzt. Dort sind im Erdgeschoss zwei rechteckige Fenster mit Faschen eingelassen. Im Giebel ist eine mittig angeordnete Holztür mit drei darüber liegenden Ankern zu erkennen. Das Satteldach ist mit roten Dachziegeln gedeckt.

## Ausstattung
Im Innenraum befindet sich ein kleiner Kanzelaltar aus dem Anfang des 18. Jahrhunderts, andere Quellen geben das 17. Jahrhundert an. Er ist mit einem Bandelwerk in den mit Pilaster gegliederten Brüstungsfenstern verziert. Experten vermuten, dass Kanzel und Altar ursprünglich getrennt voneinander aufgestellt waren. Daneben befindet sich in der Kirche ein Patronatsgestühl sowie ein geschlossenes und verglastes Predigergestühl, welche ebenfalls aus dem 18. Jahrhundert stammen. Das übrige Kirchengestühl stammt aus den Jahren 1954 und 1955. Der Innenraum verfügt über eine flache Decke.
Links neben dem Westportal befindet sich an der Außenseite des Bauwerks eine Grabplatte, die an die Demoiselle Charlotte Regine Schuhmacher  (1742–1803) erinnert. Westlich des Bauwerks befindet sich ein freistehender Glockenstuhl mit einer Glocke aus dem Jahr 1911.
Auf dem umgebenden Friedhof stehen einige Grabwangen aus dem 18. und 19. Jahrhundert sowie ein Denkmal für die Gefallenen aus den Weltkriegen. Er ist mit einer Feldtrockensteinmauer umgeben.